# Лак Делаж (Квебек)
Лак Делаж (фр. Lac-Delage) је град у Канади у покрајини Квебек. Према резултатима пописа 2011. у граду је живело 598 становника.

## Становништво
Према резултатима пописа становништва из 2011. у граду је живело 598 становника, што је за 12,8% више у односу на попис из 2006. када је регистровано 530 житеља.
| 2006. | 2011. |
| ----- | ----- |
| 530   | 598   |